# Закон Бредфорда
Закон Бредфорда — закон, який описує експоненційне зменшення віддачі від збільшення кількості переглянутих посилань в наукових журналах. Його сформулював Самуель Бредфорд 1934 року. За одним із формулювань, якщо журнали в якійсь царині розділити за числом статей на три групи, так що в кожній групі буде по одній третій всіх статей, тоді кількість журналів у кожній групі буде пропорційна до формули 1:n:n². Існує багато споріднених формулювань цього принципу.
В багатьох дисциплінах цей принцип має назву Розподіл Парето. З практичної точки зору можна навести такий приклад. Припустимо, що дослідник має п'ять основних наукових журналів про свою галузь знань. Припустимо, що в місяць ті журнали публікують 12 статей, що цікавлять його. Припустимо далі, що для пошуку наступних 12 статей, які його цікавлять, дослідник має переглянути ще 10 додаткових журналів. Тоді для дослідника множник Бредфорда bm буде дорівнювати 2 (приміром, 10/5). Щоб знайти кожну наступну дюжину статей, які цікавлять дослідника, він повинен буде переглянути у bm разів більше журналів. Після перегляду 5, 10, 20, 40 і т.д. журналів дослідники швидко усвідомлюють, що немає сенсу дивитись далі.
Різні дослідники мають різну кількість основних журналів і різні множники Бредфорда, але сам принцип справджується для багатьох предметів і взагалі добре характеризує взаємодію людей в соціальних системах. Як і у випадку з Законом Ципфа, з яким Закон Бредфорда пов'язаний, ми не можемо до кінця пояснити, чому він працює, але факт його дії зручно використовувати у своїй роботі бібліотекарям. Він означає, що для кожної галузі достатньо визначити "основні публікації" й накопичувати лише їх; ймовірність того, що дослідникам буде потрібно вийти за їх межі, дуже низька.
Однак його вплив виходить далеко за межі бібліотечної справи. Озброєний цією ідеєю і перебуваючи під впливом знаменитої статті Ванневара Буша As We May Think, Юджин Гарфілд з Інституту наукової інформації у 1960-х роках розробив комплексний індекс, що описує поширення наукового мислення. Його індекс цитувань (SCI) полегшив задачу віднаходження тих науковців, чиї праці виявили помітний вплив, і пошуку наукових журналів, у яких ці праці з'явилися. Також це призвело до відкриття, що кілька журналів, таких як Nature і Science, були основними для природничих наук. Але це не справджується для гуманітарних або соціальних наук.
Результатом цього висновку є необхідність науковцям публікувати свої праці в найкращих журналах і тиск на університети гарантувати доступ до набору цих основних журналів. З другого боку набір  "основних журналів" може відрізнятися більш чи менш суворо за дослідниками, або ж навіть ще більш суворо за поділом на наукові школи. Також існує ризик приділити занадто багато уваги поглядам більшості, якщо підбирати журнали у цей спосіб.
Закон Бредфорда також відомий як закон розсіювання Бредфорда або розподіл Бредфорда, оскільки він описує, як статті на певну тему розкидані в масі періодичних видань. Інший більш загальний термін, який почали використовувати з 2006 року, - це розсіювання інформації, що часто спостерігається в інформаційних колекціях, де є кілька джерел, які містять багато релевантної інформації на певну тему, в той час як більшість джерел містять лише кілька.  Закон Бредфорда також відомий під назвами закон розсіювання Бредфорда і Розподіл Бредфорда. Його можна застосовувати до WWW.

## Розсіювання
Hjørland і Nicolaisen (2005, p. 103) виділили три типи розсіювання:
1. Лексичне розсіювання. Розсіювання слів у тексті та у зібранні текстів.
2. Семантичне розсіювання. Розсіювання концепцій в текстах і в зібраннях текстів.
3. Предметне розсіювання. Розсіювання засобів, які допомагають вирішити ту чи іншу задачу.

Вони визначили, що незрозуміло, в якій із цих категорій потрібно шукати розсіювання для літератури про закон Бредфорда (включаючи власні роботи Бредфорда).

## Трактування закону
Трактування закону в термінах геометричної прогресії запропонував В. Яцько , який ввів додаткову сталу і показав, що розподіл Бредфорда можна застосовувати до множини об'єктів, а не лише цитат і статей у журналах. Трактування  Яцько (Y-трактування) можна ефективно застосовувати, щоб обчислити порогові значення, якщо потрібно вирізнити підгрупи всередині однієї групи об'єктів (наприклад успішні/неуспішні абітурієнти, розвинути/недорозвинуті регіони тощо).

## Споріднені закони і розподіли
- Закон Бенфорда, спочатку використовувався для пояснення явно не випадкової вибірки
- Lotka's law(інші мови), описує частоту публікацій за авторами в будь-якій заданій галузі.
- Степеневий розподіл, загальна математична форма для розподілів з "важким хвостом", з поліноміальною функцією щільності. У цій формі всі ці закони можуть бути виражені і отримані оцінки.
- Дзета-розподіл
- Закон Ципфа стосується частоти вживання слів
- Zipf–Mandelbrot law(інші мови)